# Nootdorpse Plassen
De Nootdorpse Plassen zijn kleine verveningen uit de 18e eeuw parallel gelegen aan de Tweemolentjesvaart tussen de Nederlandse plaatsen Delft en Nootdorp.
Het gebied bestaat uit diverse rietkragen en houtwallen. Van grote plassen is geen sprake.

## Foto's

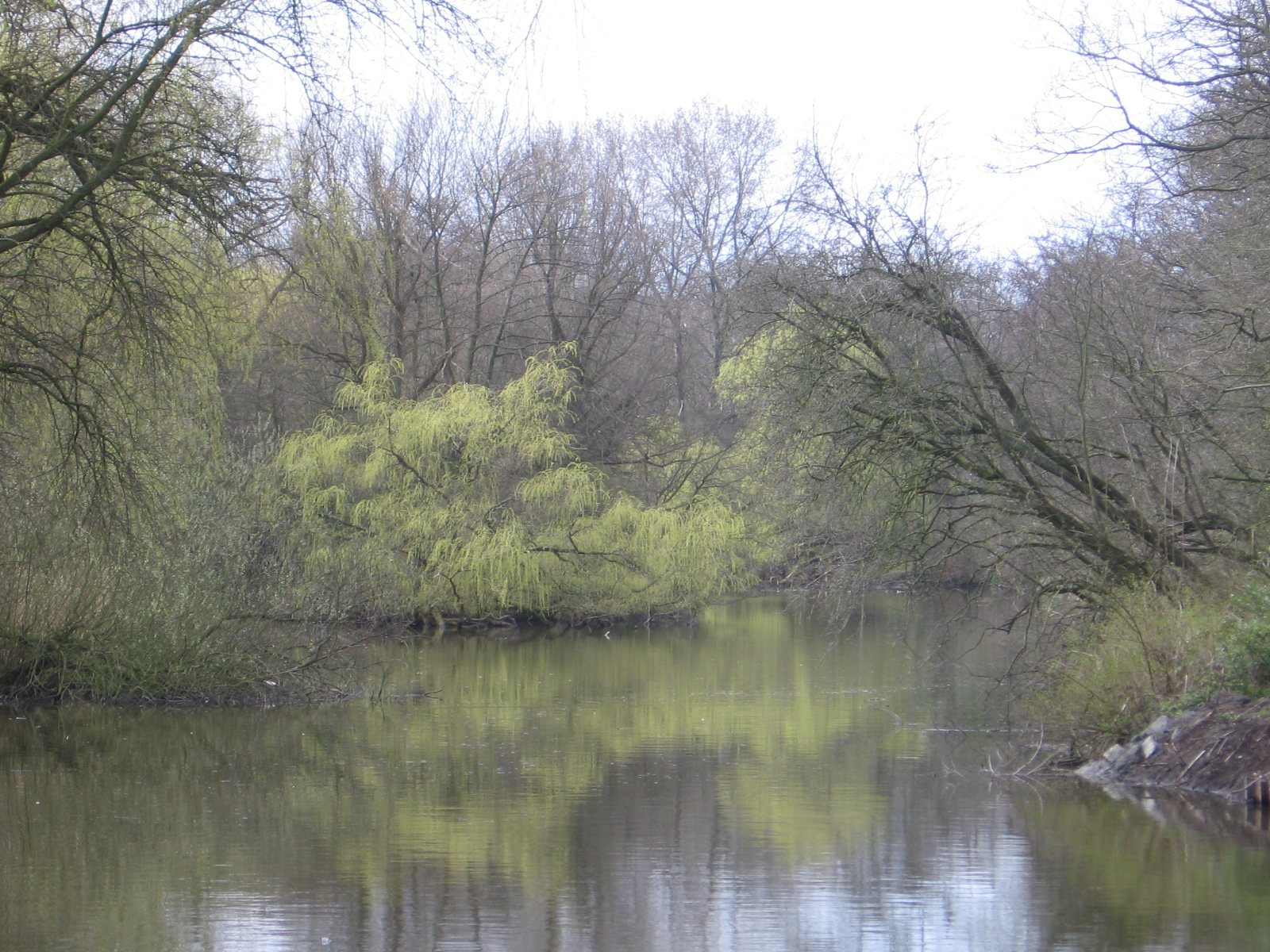
Doorkijkje vanaf een brug
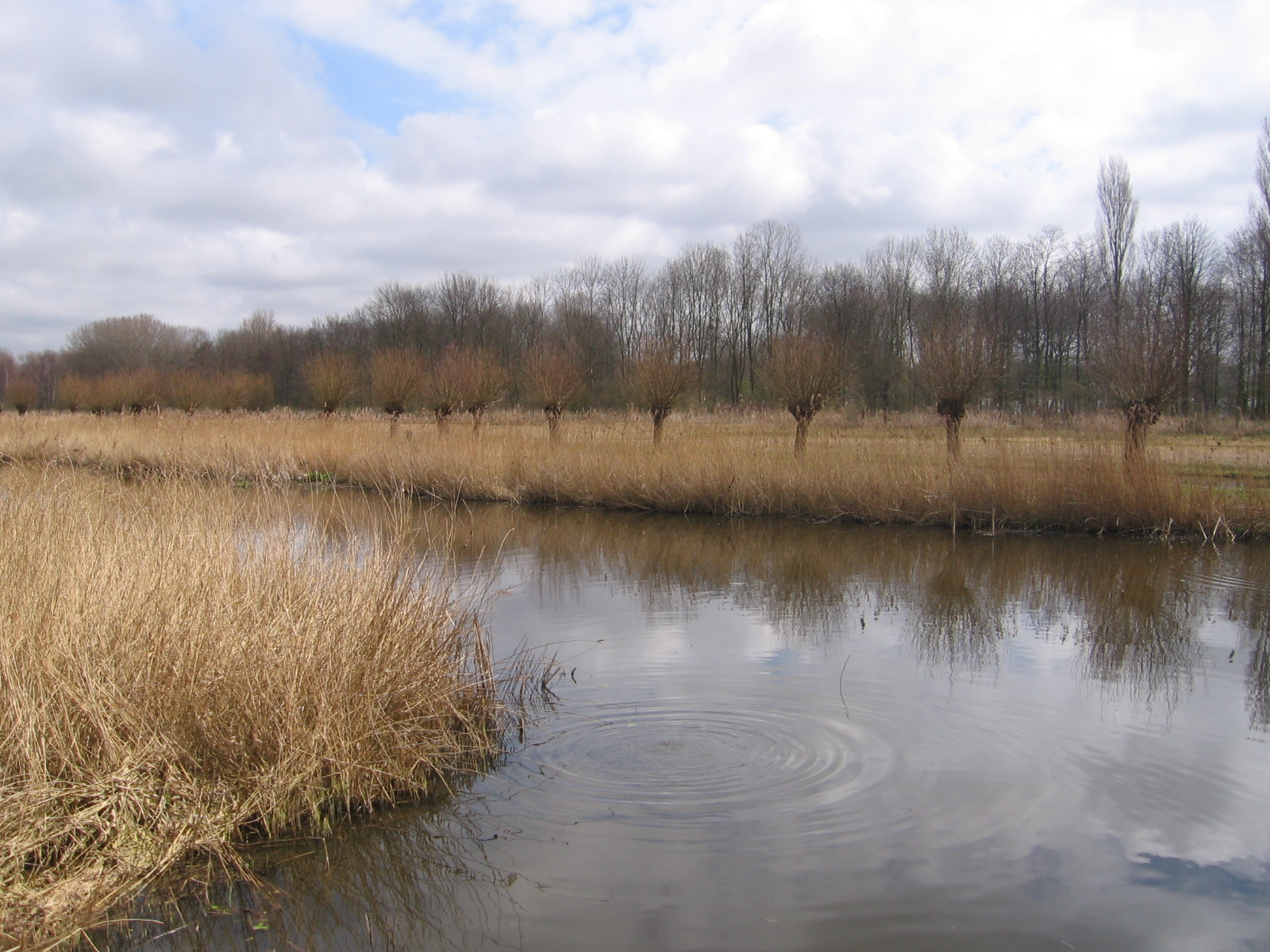
Nootdorpse Plassen